# LG Electronics

LG Electronics — південнокорейська корпорація у складі LG Group. Один з найбільших виробників і розробників побутової техніки, електроніки, пристроїв мобільного зв'язку. Головний офіс — в Сеулі (Південна Корея). Корпорацію засновано в 1958 р. (первісна назва компанії — GoldStar). Виробник перших корейських радіоприймачів, холодильників, чорно-білого телевізора, кондиціонера, пральної машини.
На 114 підприємствах (до яких належать 82 дочірніх підприємства) корпорації LG Electronics у різних країнах світу працює понад 82 тис. співробітників.
У 2008 р. обсяг продажу LG Electronics становив $44,7 млрд.

## Підрозділи
- LG Home Entertainment (з виробництва цифрової техніки для домашніх розваг) — спеціалізується на рідкокристалічних та плазмових телевізорах, системах домашніх кінотеатрів, плеєрах Blu-ray, аудіокомпонентах, відеоплеєрах тощо.

- LG Home Appliance (з виробництва побутової техніки) — проектує та випускає пилососи, холодильники, пральні машини, мікрохвильові печі та іншу побутову техніку.

- LG Air Conditioning (з виробництва кондиціонерів) — спеціалізується на домашніх і комерційних кондиціонерах, системах обігрівання та вентилювання, а також на системах сітьового управління домашньою технікою HomNet.

- LG Mobile Communications (з виробництва пристроїв мобільного зв'язку) — займається розробленням та випуском мобільних телефонів і мобільних комп'ютерів.

- LG Business Solutions (з випуску техніки для бізнесу) — займається проектуванням та випуском цифрової техніки в секторі B2B («бізнес для бізнесу»): рідкокристалічних моніторів, дисплеїв для реклами, систем безпеки тощо.

## Історія компанії
- 1958 — засновано компанію GoldStar (сьогодні LG Electronics).
- 1959 — створено перший у Кореї радіоприймач.
- 1962 — вперше у корейській історії радіоприймачі експортовано у США та Гонконг.
- 1965 — випущено перший корейський холодильник.
- 1966 — випущено перший корейський чорно-білий телевізор.
- 1968 — випущено перший у Кореї кондиціонер.
- 1969 — випущено першу у Кореї пральну машину.
- 1974 — GoldStar Communications перетворено на відкриту акціонерну компанію.
- 1977 — розпочато виробництво кольорових телевізорів.
- 1978 — вперше серед корейських виробників електроніки експорт компанії перевищив $100 млн.
- 1980 — у Німеччині засновано першу дочірню компанію (LGEWG) для просування товарів у Європі.
- 1982 — у Хантсвіллі (США) відкрито завод з виробництва кольорових телевізорів LG.
- 1986 — у Німеччині відкрито завод з виробництва відеомагнітофонів європейського стандарту (VCR).
- 1990 — в Ірландії відкрився центр дизайнерських технологій.
- 1995 — назву компанії змінено на LG Electronics; придбано американську компанію Zenith.
- 1997 — розроблено 40-дюймовий плазмовий телевізор і перший у світі IC-ресивер для цифрового телебачення; компаніям Ameritech та GTE у США представлено перший у світі цифровий мобільний телефон CDMA, отримано сертифікат UL у США; у цьому ж році засновано дочірню виробничу компанію в Індії.
- 1998 — розроблено 1-й у світі 60-дюймовий плазмовий телевізор.
- 1999 — спільно з компанією Philips засновано підприємство LG Philips LCD.
- 2000 — випущено перший у світі холодильник з можливістю підключення до Інтернету; компанія вийшла на 1-ше місце у світі з продажу холодильників.
- 2001 — налагоджено постачання мобільних телефонів GSM до Росії, Італії, Індонезії; у тому ж році компанія стає лідером на австралійському ринку CDMA. Також компанія випускає першу у світі пральну машину, кондиціонер повітря і мікрохвильову піч з підключенням до мережі інтернет
- 2002 — відбувається поділ компаній LG Electronics (LGE) і LG Electronics Investment (LGEI). На ринку представлено першу систему «розумний дім». У тому ж році на європейський ринок вийшла повна лінійка кольорових мобільних GPRS-телефонів і запущено лінію з виробництва телефонів CDMA і R & D центрів у Китаї.
- 2003 — компанія LG Electronics заявила про себе на ринках мобільних телефонів GSM Північної Європи і Близького Сходу та стала світовим виробником CDMA номер один; у тому ж році показники експорту склали 2,5 мільйонів одиниць.
- 2004 — випущено перші у світі 55-дюймові багатофункціональні РК-телевізори і 71-дюймові плазмові телевізори; з'явилося наступне покоління технології передачі цифрового телебачення у США і Канаді EVSB, отримано промисловий стандарт US ATSC. Компанія розробляє перший супутникові і наземні DMB-телефони.
- 2005 — четверте місце у світі за обсягами поставок мобільних телефонів. Випущено перший у світі телефон 3G UMTS DMB, DVB-Hand Media FLO на базі 3G, телефон MB з функцією зсуву часу і портативний комп'ютер DMB. У тому ж році спільно з компанією Nortel засновано спільне підприємство з мережевих рішень LG-Nortel.
- 2006 — продажі LG Chocolate, телефону преміум-класу серії LG Black Label, склали 7,5 мільйонів одиниць по всьому світі. Розроблено перший 60-дюймовий скануючий модуль HD PDP та 100-дюймовий ЖК-телевізор. Укладено стратегічне партнерство з UL і придбано перший у світі логотип IPv6 Gold Ready.
- 2007 — випущено перший у світі двоформатний дисковод і дисковий програвач високої роздільної здатності, а також РК-телевізор 120ГЦ Full HD. LG Electronics виграла контракт для 3G кампанії GSMA і вперше у світі продемонструвала технології MIMO 4G та 3G LTE.
- 2008 — представлено новий образ бренду: «Стильний дизайн і розумні технології продукції для життя наших покупців».[4]
- 2009 — стала другою найбільшою компанією в галузі виробництва LCD-телевізорів.[5]
- 2011 — представлено світу Cinema 3D телевізор з функцією Smart TV, що поєднує 3D-технології і smart TV.
- 2012 — представлено перший смартфон лінійки G series — Optimus G; представлено світу найбільший 84-дюймовий UHD-телевізор з підтримкою технології Cinema 3D та функції Smart TV.
- 2013 — представлено велику кількість простих та зручних «розумних» пристроїв і побутової техніки; створено підрозділ Vehicle Component.
- 2014 — представлено світу перший в світі телевізор 4K OLED та інтерфейс web OS для smart TV, представлено смартфон LG G3 з Quad HD-дисплеєм.
- 2015 — випущено в продаж перший смартфон лінійки V series — V10.
- 2016 — представила нову лінійку побутової техніки — LG SIGNATURE.
- 2022 — під час повномасштабного російського вторгнення в Україну, LG розглядала варіант закриття заводу в Підмосков'ї та перенесення виробництва до Узбекистану або Казахстану[6].
- 2023 — за повідомленнями ЗМІ, на заводі LG у польському місті Млава було створено спеціальну лінію з випуску телевізорів для країн СНД, включаючи Росію, де почали встановлювати на телевізори спеціальний софт для Smart TV, адаптований під російський ринок та який надасть російським користувачам доступ до широких можливостей інтерактивного телебачення. Це рішення прийшло у відповідь на запити російських споживачів, які хотіли отримати доступ до функціональності Smart TV на телевізорах, які вони купують[7]. Юристи стверджують, що встановлення адаптованого софту на телевізори не порушує санкції. Проте виникають певні юридичні питання щодо надання заводом LG підтримки російським споживачам. Якщо завод продовжуватиме підтримувати постачання в Росію і надавати технічну підтримку, це може призвести до проблем[8].

## Логотип
Логотип складається з двох частин: сірого буквеного логотипа LG та графічного лицеподібного логотипа LG червоного кольору. Літери L та G, вписані в коло, викликають асоціації з усмішкою. Назву LG компанія отримала у 1995 році за першими літерами попередніх торгових марок (Lucky GoldStar). Останнім часом компанія інтерпретує свою назву, використовуючи слоган ″Life's Good″ («Життя прекрасне»).

## Філософія компанії
LG Electronics розроблює технології майбутнього, дотримуючись філософії «Видатна компанія — видатні люди», згідно з якою лише видатні люди можуть бути творцями у видатній компанії. Стратегія компанії спрямована на першість в інноваційних технологіях та швидке зростання.

## Напрямки бізнесу
Компанія LG Electronics є одним з найбільших у світі виробників мобільних телефонів, телевізорів з пласким екраном, аудіо та відео техніки, кондиціонерів та пральних машин. Пріоритетні напрямки компанії — мобільні комунікації та домашні розваги, а також IT індустрія. Частка ринку у секторах Home Appliance, Air Conditioning і Business Solutions відносно стабільна.

### Пристрої мобільного зв'язку
- Мобільні телефони
- Камерофони
- Мобільні комп'ютери
- Ноутбуки
- Нетбуки

Компанія LG Electronics Mobile Communications займає провідні позиції на ринку мобільних пристроїв з річним товарообігом 14,2 млрд доларів США.
Компанія LGE першою поставила на потік виробництво цифрової мобільної комунікаційної системи CDMA завдяки запуску телекомунікаційної мережі SK у Кореї.
Команда дослідників і розробників LGE складається з понад 500 інженерів.
5 квітня 2021 року стало відомо, що рада директорів вирішила припинити розробку та виробництво мобільних телефонів. Рішення було продиктовано тим, що попередні шість років цей напрямок приносив збитки. Натомість вивільнені ресурси буде скеровано в інші напрямки.

### Телевізори та дисплеї
- Рідкокристалічні телевізори
- Плазмові панелі
- Комп'ютерні монітори
- Домашні кінотеатри
- Плеєри Blu-ray

LG є провідним виробником LCD і плазмових телевізорів, та другим за значенням виробником плазмових модулів.
У 2009 році в усьому світі було продано 19,5 млн плоскопанельних телевізорів LG.
У 2008 році компанія LG запустила виробництво найтоншого у світі LCD-телевізора. Модель мала товщину 44,7 мм і була представлена під час проведення кампанії Scarlet. У 2010 році на Всесвітній виставці CES було продемонстровано модель телевізора LG Infinia LE9500, 6,9 мм завтовшки.
Компанія LG Electronics випускає широкий асортимент LCD-моніторів — від 15-дюймових до 42-дюймових екранів з такими функціями, як широкий екран, ТВ-тюнер, компонентний вхід відео HD і вбудовані мультимедійні можливості. У 2009 році було представлено моделі з LED-підсвіткою та перший 3D-монітор.
В рамках «CES 2023», компанія LG презентувала першу споживацьку модель бездротового 97-дюймового телевізора OLED M. Він здатен відтворювати відео у форматі 4K/120 Гц та звук, що передаються через бездротові з’єднання. У центрі системи – медіапристрій Zero Connect, що виконує функції концентратора підключень. У компанії LG відзначають, що він здатен забезпечувати трансляцію відео- та аудіо в режимі реального часу та має декілька портів для під’єднання найрозповсюдженіших пристроїв HDMI. Єдиним кабелем, необхідним для роботи телевізора, – є кабель живлення. Якщо його не враховувати, то телевізор є повністю бездротовим.

### Побутова техніка
- Холодильники
- Пральні машини
- Пилососи
- Мікрохвильові печі
- Вмонтована техніка

Компанія LG Electronics є лідером продажів побутової техніки у понад 20 країнах.

### Кондиціонери
- Домашні кондиціонери
- Виробничі кондиціонери
- HomNet

LG Digital Appliance з 2000 року займає провідні позиції на світовому ринку з виробництва кондиціонерів.
Компанія випускає кондиціонери для житлових приміщень LG ARTCOOL зі змінними рамками, фільтром Neo Plasma, генератором іонів і функцією інтелектуальної очищення.
Спеціалізована система кондиціонування повітря LG Multi V Plus II є однією з найпотужніших установок у світі, розроблених спеціально для висотних будівель. LG Multi V Sync забезпечує одночасне нагрівання та охолодження за допомогою одного агрегату, який встановлюється зовні. LG Multi V Space є лідером у своєму класі за економічністю.

### Технології для бізнесу
- Рекламні дисплеї

### Електрокари
У січні 2022 року LG анонсувала свій перший електрокар: автономний мінівен LG Omnipod, представлений на виставці споживчої електроніки CES 2022 у США, покликаний стерти межу між будинком та автомобілем, а також зможе служити домашнім офісом.

## Показники діяльності

### Пристрої мобільного зв'язку
- У 2008 підрозділом Mobile Communication було реалізовано 100,7 млн мобільних телефонів (у 2007 — 80,5 млн)[21].
- У першому кварталі 2009 року підрозділ Mobile Communication посів третє місце у світі з продажу стільникових телефонів[22].
- У 2009 році продажі мобільних телефонів зросли на 32 % порівняно з 2008 роком і сягнули показника 117,9 млн[23].

### Телевізори та дисплеї
- Загальний обсяг продажів підрозділу Home Entertainment в 2009 році склав 15,3 млрд доларів США — на 19,9 % більше порівняно з 2008 роком[14].

### Побутова техніка
- Підрозділ Home Appliance у 2009 році заробив 7,4 млрд доларів США (на 10,9 % порівняно з 2008 роком)[14]. Починаючи з 2000 року, компанія LG Electronics є світовим лідером за обсягом продажів кондиціонерів[24].

### Рішення для бізнесу
- Обсяг продажів підрозділу Business Solutions у 2009 році становив 3,6 млрд доларів США (фактично відповідає рівню 2008 року)[14].

## LG Electronics в Україні
У 1996 році компанія LG Electronics відкрила представництво в Україні, яке спеціалізується на експорті побутової електроніки на територію України і надає інформаційну підтримку продуктів.
Упродовж своєї роботи в Україні представництво LG Electronics спонсорувало низку заходів, у тому числі такі телевізійні програми, як «Шанс» і «Караоке на Майдані», інтелект-шоу «Еврика» і фестиваль Караоке. Також представництво LG Electronics спонсорувало прогноз погоди на Новому каналі та СТБ, а також було спонсором кулінарної рубрики у ранковій програмі «Підйом».
У березні 2009 року за підтримки українського представництва LG Electronics та Посольства Республіки Корея в Україні на телеканалі ТРК «Київ» транслювався корейський серіал «Перлина палацу, або кухарка імператора» (Dae Jang Geum).
У травні 2009 року за підтримки представництва було відкрито Українську Академію кондиціонування LG.

## Нагороди
- 2015—2016 — звання «Лідер галузі», увійшла до списку D JSI World (список D JSI Asiapacific, Азійсько-Тихоокеанський регіон), рейтинг DJSI Korea